# Curral Novo do Piauí
Curral Novo do Piauí est une municipalité brésilienne située dans l'État du Piauí.